# David Johnson (koszykarz)
David Ricardo Johnson (ur. 26 lutego 2001 w Louisville) – amerykański koszykarz, występujący na pozycji rzucającego obrońcy.

## Osiągnięcia
Stan na 28 października 2023, na podstawie, o ile nie zaznaczono inaczej.
- Zaliczony do:
  - I składu:
    - turnieju Wade Houston Tipoff Classic (2020)
    - All-ACC Academic (2021)

  - składu honorable mention konferencji ACC (2021)
- Zawodnik tygodnia ACC (28.12.2020)
- Najlepszy pierwszoroczny zawodnik tygodnia ACC (20.01.2020)